# Agathis flavescens
Espèce
Classification phylogénétique
Statut de conservation UICN

 VU D1 : Vulnérable
L’Agathis flavescens est une espèce de conifère de la famille des Araucariaceae. Il se rencontre uniquement en Malaisie.

## Description
Arbre atteignant 15 à 25 mètres de haut.
Ses feuilles sont dures et disposées en rangées parallèles. Les feuilles broyées et l'écorce coupée exsudent une résine à l'odeur de résine de pin.

## Répartition
Cette espèce n'est présente que sur deux sites, le Mont Tahan, (Gunung Tahan) dans l'état de Padang, et le Mont Rabong (Gunung Rabong) dans l'état du Kelantan entre 1 500 mètres et 2 100 mètres d'altitude.